# Герб Ліберії

Герб Ліберії

Гербом Ліберії є щит, на якому зображений корабель XIX століття, що прибуває до Ліберії. Корабель символізує судна, які привозили звільнених рабів із США. Розгорнений сувій розміщено над щитом, на якому написаний національний девіз Ліберії: Любов свободи привела нас сюди. Під щитом знаходиться сувій, на якому написана офіційна назва країни Республіка Ліберія. Плуг і лопата представляють досягнення праці, за які держава процвітатиме. Схід сонця символізує народження нації. Також, на гербі зображено пальмове дерево, яке символізує процвітання. А великий голуб — дихання світу.